# Паул Крюгер
Паул Крюгер (на африкаанс: Paul Kruger, роден Stephanus Johannes Paulus Kruger, 10 октомври 1825 – 14 юли 1904), наричан с обич Чичо Паул (африканс: „Oom Paul“) е президент на Южноафриканската република (Трансваал) от 1883 до 1900 г.
Той е избран на поста на 30 декември 1880 г. след успешното си представяне в Първата англо-бурска война като член на триумвирата, заедно с Петрус Жубер и Мартинус Преториус. На 16 април 1883 г. спечелва президентските избори, след като триумвиратът е премахнат. Той получава международна известност като лицето на бурската съпротива срещу британците по време на Втората англо-бурска война (1899 – 1902).
Малко преди поражението във войната Крюгер заминава за Европа, където безуспешно се опитва да постигне намеса на правителствата на някои европейски държави в защита на бурите. По време на отсъствието му, до подписването на мирния договор, неговите задължения изпълнява Шалк Вилем Бюргер.
Последните години от живота си прекарва в Швейцария, където умира на 14 юли 1904 г.

## Памет
- В центъра на Претория, на площада Чърч скуеър, е издитнат паметник на Паул Крюгер.
- Домът, в който е живял Крюгер, е превърнат в музей.
- Името на Крюгер носи националният парк в североизточната част на Южноафриканската република.
- С името на Крюгер са наречени улици в редица градове на Нидерландия.
- Паул Крюгер е изобразен на аверса на южноафриканска златна монета, която е наречена в негова чест – Крюгерранд.
- Крюгер фигурира в редица филми. Приключенският мюзикъл драма „Милионите на Крюгер“, кинодебют на оперния певец Ге Корстен, става култов в РЮА.
- Град Крюгерсдорп е наречен в чест на Паул Крюгер.